# Шапиро, Сидней
Сидней Шапиро (англ. Sidney Shapiro), китайское имя — Ша Боли (кит. трад. 沙博理, пиньинь Shā Bólǐ; 23 декабря 1915, Нью-Йорк — 18 октября 2014 года) — китайский писатель и переводчик американского происхождения, живший в Китае с 1947 по 2014 годы. Занимал пост члена Народного политического консультативного совета, один из немногих натурализованных граждан Китайской Народной Республики.

## Биография
Сидней Шапиро родился в Бруклине (Нью-Йорк), по происхождению — еврей-ашкеназ. Окончил университет Сент-Джонс в Нью-Йорке, квалифицированный юрист. В 1941 году призван в Армию США, изучал китайский в военной школе Сан-Франциско, готовясь к возможному вторжению Армии США на территорию оккупированного японцами Китая. Получив степень юриста в США, Шапиро в 1947 году приехал в Шанхай, где встретил свою будущую супругу — актрису и будущего театрального критика Фэн Фэнцзы (Финикс). Фэн была сторонницей Коммунистической партии Китая до пришествия коммунистов к власти и 10 лет находилась под домашним арестом за неприязненное отношение к Цзян Цин, жене Мао Цзедуна.
В 1958 году Шапиро совершил свой первый крупный перевод — перевёл на английский роман «Семья» писателя Ба Цзинь, опубликованный Издательством иностранной литературы в Пекине. Текст перевода был основан на издании 1953 года («Народное издательство»), в ходе перевода Шапиро внёс некоторые исправления. С 1963 года он был гражданином Китая. В издании 1972 года, выпущенном в Нью-Йорке, из названия «The Family» убрали артикль «the», оставив слово «Family», которое приобрело более широкий смысл и подразумевало уже не одну конкретную семью. В примечаниях указано, что из издания 1958 года были убраны фрагменты, связанные с анархизмом.
Шапиро занимался в дальнейшем переводами как классической литературы, так и современной, проработав около 50 лет переводчиком при Издательстве иностранной литературы: им был переведён роман «Речные заводи» XIV века (эпоха династии Мин), а также книга Мао Дунь «Весенние шелкопряды». Переводы Шапиро вошли в своеобразную двуязычную коллекцию «Библиотека китайской классики», собранную Издательством иностранной литературы. Шапиро также снимался во многих китайских фильмах, играя преимущественно роли американских злодеев. В 1997 году были опубликованы мемуары Шапиро «Я выбрал Китай: метаморфозы страны и человека» (англ. I Chose China: The Metamorphosis of a Country & a Man). Оригинальная версия долгое время не выходила из-за страха перед оскорблением китайских властей .
В браке от Фэн Фэнцзы у Шапиро родилась дочь. Фэн скончалась в 1996 году, Шапиро пережил её на 18 лет.
26 декабря 2014 года было объявлено, что Международная китайская издательская группа создаст исследовательский центр Сиднея Шапиро для развития моделей и критериев оценки перевода с китайского на английский.

### Переводы
- Ba Jin, The Family[англ.]. Beijing: Foreign Language Press, 1958 (by Sidney Shapiro).
- Ba Jin, Selected Works, Foreign Language Press, 1988, vol. 1 (Autumn in Spring, The Family[англ.]).
- Nai'an Shi, Guanzhong Luo and Sidney Shapiro. Outlaws of the Marsh. Beijing; Bloomington: Foreign Languages Press; Indiana University Press, 4 vols. 1981. ISBN 0-253-12574-X.
- Mao Dun, The Shop of the Lin Family & Spring Silkworms.
- Deng Rong[англ.], "Deng Xiaoping and the Cultural Revolution – a Daughter Recalls the Critical Years".

### Собственные работы
- Jews in Old China - Studies by Chinese Scholars, a comprehensive collection of translations of papers by Chinese scholars about the ancient Kaifeng Jews and other Jewish papers by various Chinese scholars, and papers on Jewish-Chinese interaction
- Shapiro, Sidney. "An American in China: Thirty Years in the People's Republic". Published 1979, New York, Meridian, New American Library.
- Shapiro, Sidney. I Chose China: The Metamorphosis of a Country & a Man. Published 1997.[7] Hippocrene Books. This book was originally titled From Brooklyn to Peking but was never published under this title.[3]